# Johannes Kleberger
Johannes Kleberger (Neurenberg, 1485 of 1486 - Lyon, 6 september 1546) was een Beierse koopman en filantroop uit de stad Neurenberg. Hij stond bekend als kunstliefhebber en onderhield contacten met kunstenaars.
Klebergers leven is deels in raadselen gehuld. Onderzoek wordt bemoeilijkt door de gevarieerde spelling van zijn naam: in de diverse bronnen wordt hij aangeduid als Johannes, Johan, Hans of Jean Kleberg, Kleberger, Kleeberger, Cleberge of Cleberg. Bekend is wel dat een groot deel van zijn leven zich afspeelde in Zwitserland en Frankrijk. Hij was burger van Bern en Genève. Zijn laatste vijftien jaar woonde hij in Lyon.

## Portret door Dürer
In Bern liet Kleberger vanaf 1509 sporen achter als koopman. In 1521 werd hij burger van deze stad.
Op veertigjarige leeftijd liet Kleberger zich portretteren door Albrecht Dürer in Neurenberg. Het idee voor een bas-reliëf is mogelijk van Kleberger zelf en ontleend aan de renaissancegevels die hij op zijn omzwervingen door Frankrijk had gezien. In Dürers repertoire is deze techniek ongebruikelijk.
Dürer signeerde het portret in de rechterbovenhoek met zijn monogram en het jaartal 1526. Rond het portret staat de inscriptie · E(FFIGIES) · IOAN(N)I · KLEBERGERS · NORICI · AN(NO) · AETA(TIS) · SVAE · XXXX · alsmede het teken van de ster Regulus in het sterrenbeeld Leeuw. De linkerbovenhoek toont het astrologische teken van het sterrenbeeld Leeuw, te midden van zes sterren. Linksonder een wapen, rechtsonder een helm met wapenmannetje, tezamen de redende Wappen (sprekende wapens) van de familie Kleberger.

## Verdere leven
In 1528 trouwde Kleberger in Neurenberg met Felicitas, weduwe van de Neurenberger koopman Hans Imhoff en dochter van Willibald Pirckheimer. Kleberger werkte voor de familie Imhoff. Pirckheimer was een Neurenberger bankier en patriciër, bevriend met Dürer en evenals deze humanist. Het huwelijk, dat tegen de zin van Pirckheimer werd gesloten, hield niet lang stand. Felicitas overleed op 19 mei 1530 onder onopgehelderde omstandigheden. Volgens Willibald zou Kleberger haar hebben vergiftigd, maar daarvoor zijn geen aanwijzingen. De beschuldiging lijkt te berusten op verdriet, animositeit en geestelijke aftakeling van de oude Pirckheimer.
De verdere loop van de gebeurtenissen is onduidelijk, maar in 1531 duikt Klebergers spoor weer op in Lyon, waar hij zich inmiddels had gevestigd. Lyon lag op een kruispunt van handelsroutes en was een van de intellectuele centra van Frankrijk. Bronnen uit die tijd noemen Lyon de hoofdstad van Europa. Er woonden kunstenaars, onder wie de schrijver François Rabelais.
Kleberger hertrouwde met Pelonne Bousin, weduwe van de koopman Étienne de la Forge, welke in 1535 als ketter op de Parijse brandstapel was gezet. Zijn huwelijk weerhield hem er echter niet van te reizen: hij bleef Genève frequenteren en kocht daar in 1539 een huis, in de wijk die nog altijd de naam Bergues draagt. In deze wijk zijn ook een Rue Kleberg en een Place Kleberg te vinden.
In 1546 overleed Kleberger in Lyon.